# Elżbieta Chojna-Duch
Elżbieta Irena Chojna-Duch (ur. 22 maja 1948 w Warszawie) – polska prawniczka, doktor habilitowany nauk prawnych, nauczyciel akademicki, w latach 1994–1995 i 2007–2010 podsekretarz stanu w Ministerstwie Finansów, członek Rady Polityki Pieniężnej w kadencji 2010–2016.

## Życiorys
Ukończyła studia na Wydziale Prawa i Administracji Uniwersytetu Warszawskiego. Od 1974 do 1999 była adiunktem na tym wydziale, następnie została profesorem w Katedrze Prawa Finansowego. W 1991 została wykładowcą w Centrum Studiów Samorządu Terytorialnego i Rozwoju Lokalnego UW, w latach 2005–2007 pełniła funkcję dyrektora tej jednostki. Od 1995 do 2000 zajmowała stanowisko prorektora Szkoły Wyższej im. Pawła Włodkowica w Płocku. Pod jej kierunkiem stopień naukowy doktora uzyskał m.in. Michał Bitner.
W wyborach parlamentarnych w 1993 bez powodzenia ubiegała się o mandat poselski z ramienia BBWR, a w wyborach w 1997 z listy Polskiego Stronnictwa Ludowego. W okresie od czerwca 1994 do listopada 1995 była podsekretarzem stanu w Ministerstwie Finansów. Przez rok przewodniczyła radzie Narodowego Funduszu Zdrowia. Wchodziła też (2002–2007) w skład kolegium Najwyższej Izby Kontroli. 27 listopada 2007 z rekomendacji PSL ponownie została wiceministrem finansów. W latach 2009–2010 była przewodniczącą Komisji Nadzoru Audytowego. 8 stycznia 2010 Sejm powołał ją w skład Rady Polityki Pieniężnej. Cztery dni później została odwołana ze stanowiska podsekretarza stanu. 20 stycznia po zaprzysiężeniu przed Sejmem objęła obowiązki członka RPP, które wykonywała do 2016. W późniejszym czasie została doradcą prezesa NBP.
W październiku 2019 posłowie Prawa i Sprawiedliwości zgłosili jej kandydaturę do Trybunału Konstytucyjnego, jednak po rozpoczęciu IX kadencji Sejmu nie znalazła się ponownie w gronie zgłoszonych kandydatów.
W 2024 weszła w skład komitetu wspierającego kandydaturę Karola Nawrockiego na prezydenta RP w wyborach w 2025; obok Janusza Szewczaka została koordynatorem utworzonego w ramach tego komitetu zespołu ds. gospodarki.

## Odznaczenia
W 2016 odznaczona odznaką honorową „Za zasługi dla bankowości Rzeczypospolitej Polskiej”, a w 2018 Złotym Krzyżem Zasługi.

## Publikacje
- Cele i skuteczność reformy administracji publicznej w RP w latach 1999–2001 (współautor), 2003.
- Finanse publiczne i polskie prawo finansowe – zarys wykładu, 2000.
- Finanse publiczne i prawo finansowe tom 1–2 (współautor), 2000.
- Polskie prawo finansowe: finanse publiczne, 2001.
- Struktura dotacji budżetowej: studium teoretyczno-prawne, 1988.